# Heniochus intermedius
Heniochus intermedius är en fiskart som beskrevs av Steindachner, 1893. Heniochus intermedius ingår i släktet Heniochus och familjen Chaetodontidae. IUCN kategoriserar arten globalt som livskraftig. Inga underarter finns listade i Catalogue of Life.